# Bahnstrecke Le Palais–Eygurande-Merlines
| Autorail X2800 im Bahnhof Saint Léonard de Noblat, Fahrtrichtung Le Palais, 2003 |                      |                                                                               |                                                                               |
| Streckennummer (SNCF): | 713 000              |                                                                               |                                                                               |
| Streckenlänge: | 122 km               |                                                                               |                                                                               |
| Spurweite: | 1435 mm (Normalspur) |                                                                               |                                                                               |
| Maximale Neigung: | 25 ‰                 |                                                                               |                                                                               |
| |                      |                                                                               |                                                                               |
| \| \| \| Bahnstrecke Les Aubrais-Orléans–Montauban-Ville-Bourbon von Limoges \| \| \| \| \| \| \| \| \| 393,0 392,6 \| Le Palais \| 298 m \| \| \| \| \| \| \| \| \| Bahnstrecke Les Aubrais-Orléans–Montauban-Ville-Bourbon nach Paris-Austerlitz \| \| \| \| \| \| \| \| \| 394,1 \| Tunnel de Bournazeau (108 m) \| Tunnel de Bournazeau (108 m) \| \| \| 397,6 \| Viaduc du Taurion (190 m) \| Viaduc du Taurion (190 m) \| \| \| 397,9 \| Saint-Priest-Taurion \| 254 m \| \| \| 398,1 \| Viaduc (56 m) \| Viaduc (56 m) \| \| \| 402,4 \| Brignac \| 252 m \| \| \| 407,1 \| Viaduc de Saint-Léonard-de-Noblat (406 m) \| Viaduc de Saint-Léonard-de-Noblat (406 m) \| \| \| 407,5 \| Saint-Léonard-de-Noblat \| 292 m \| \| \| ~407,8 \| D 941 (ehem. N 141) \| D 941 (ehem. N 141) \| \| \| 410,9 \| Farebout \| 275 m \| \| \| 413,2 \| Maulde (23 m) \| Maulde (23 m) \| \| \| 415,1 \| Saint-Denis-des-Murs \| 275 m \| \| \| 416,6 \| Tunnel de Bois-Vert (210 m) \| Tunnel de Bois-Vert (210 m) \| \| \| 418,1 \| Vienne (5×) \| Vienne (5×) \| \| \| 424,7 \| Châteauneuf-Bujaleuf \| 320 m \| \| \| 426,7 \| Tunnel de La Penelle (165 m) \| Tunnel de La Penelle (165 m) \| \| \| 427,0 \| Vienne (124 m) \| Vienne (124 m) \| \| \| 428,2 \| Tunnel de La Varache (213 m) \| Tunnel de La Varache (213 m) \| \| \| 428,5 \| Viaduc de la Varache (Vienne, 125 m) \| Viaduc de la Varache (Vienne, 125 m) \| \| \| 428,9 \| Bussy-Varache \| 334 m \| \| \| 429,8 \| Petit viaduc de la Varache (Vienne, 113 m) \| Petit viaduc de la Varache (Vienne, 113 m) \| \| \| 429,9 \| Tunnel de Rivière (155 m) \| Tunnel de Rivière (155 m) \| \| \| 430,1 \| Viaduc (50 m) \| Viaduc (50 m) \| \| \| 430,9 \| Viaduc des 24 piles (305 m) \| Viaduc des 24 piles (305 m) \| \| \| 431,6 \| Tunnel de Farsac (285 m) \| Tunnel de Farsac (285 m) \| \| \| 432,3 \| Tunnel de Couegnas (157 m) \| Tunnel de Couegnas (157 m) \| \| \| 432,5 \| Pont du Mingonnat (Vienne, 17 m) \| Pont du Mingonnat (Vienne, 17 m) \| \| \| 432,5 \| Tunnel de Fougéolle (90 m) \| Tunnel de Fougéolle (90 m) \| \| \| 433,6 \| Tunnel de Toulondit und D 940 (ehem. N 140), (90 m) \| Tunnel de Toulondit und D 940 (ehem. N 140), (90 m) \| \| \| 433,7 \| Vienne (27 m) \| Vienne (27 m) \| \| \| 433,9 \| Eymoutiers-Vassivière \| 406 m \| \| \| 434,2 \| Vienne (4×) \| Vienne (4×) \| \| \| 438,7 \| Ribière (84 m) \| Ribière (84 m) \| \| \| 442,1 \| Plainartige \| 535 m \| \| \| ~444,0 \| Département Haute-Vienne / Corrèze \| Département Haute-Vienne / Corrèze \| \| \| 444,7 \| Tunnel (30 m) \| Tunnel (30 m) \| \| \| 445,2 \| Viaduc (148 m) \| Viaduc (148 m) \| \| \| ~448,0 \| D 940 \| D 940 \| \| \| ~448,9 \| D 940 \| D 940 \| \| \| 449,0 \| Lacelle \| 656 m \| \| \| 455,2 \| Viam \| 695 m \| \| \| 457,1 \| Gare bois \| Gare bois \| \| \| 458,2 \| Vézère (56 m) \| Vézère (56 m) \| \| \| 458,6 \| Bugeat \| 682 m \| \| \| ~458,7 \| D 979 (ehem. N 679) \| D 979 (ehem. N 679) \| \| \| 463,7 \| Pérols \| 760 m \| \| \| 468,3 \| Barsanges \| 815 m \| \| \| \| Tunnel de La Saulière (aufgehoben, 86 m) \| \| \| \| 473,2 \| Ambrugeat \| 790 m \| \| \| 473,6 \| Tunnel de Beynat (252 m) \| Tunnel de Beynat (252 m) \| \| \| 474,4 \| Tunnel de Puy-Richard (871 m) \| Tunnel de Puy-Richard (871 m) \| \| \| 477,6 \| Viaduc des Farges (206 m) \| Viaduc des Farges (206 m) \| \| \| 480,2 \| Jassonneix \| 694 m \| \| \| ~480,2 \| D 979 \| D 979 \| \| \| \| Bahnstrecke Tulle–Meymac von Tulle \| \| \| \| 483,3 \| Meymac \| 702 m \| \| \| 489,7 \| Alleyrat-Chaveroche \| 701 m \| \| \| 494,4 \| Diège (54 m) \| Diège (54 m) \| \| \| 495,1 \| Tunnel de Loche und D 982 (ehem. N 682), (185 m) \| Tunnel de Loche und D 982 (ehem. N 682), (185 m) \| \| \| \| Bahnstrecke Busseau-sur-Creuse–Ussel v. Busseau-sur-C. \| \| \| \| 496,3 \| Sarsonne (58 m) \| Sarsonne (58 m) \| \| \| 496,6 \| Ussel \| 631 m \| \| \| \| Bahnstrecke Ussel–Bort-les-Orgues (Arbeit 1955 eingestellt) \| \| \| \| 508,0 \| Aix-la Marsalouse \| 769 m \| \| \| 514,7 420,7 \| Eygurande-Merlines \| 714 m \| \| \| \| Bahnstrecke Bourges–Miécaze nach Montluçon \| \| \| \| \| Bahnstrecke Bourges–Miécaze nach Miécaze \| \| \| \| \| \| \| \| \| \| Bahnstrecke Eygurande-Merlines–Clermont-Ferrand nach Clermont-Ferrand \| \| |                      |                                                                               |                                                                               |
| |                      | Bahnstrecke Les Aubrais-Orléans–Montauban-Ville-Bourbon von Limoges           |                                                                               |
| |                      |                                                                               |                                                                               |
| ehemaliger Bahnhof | 393,0 392,6          | Le Palais                                                                     | 298 m                                                                         |
| |                      |                                                                               |                                                                               |
| Abzweig geradeaus und nach links |                      | Bahnstrecke Les Aubrais-Orléans–Montauban-Ville-Bourbon nach Paris-Austerlitz | Bahnstrecke Les Aubrais-Orléans–Montauban-Ville-Bourbon nach Paris-Austerlitz |
| |                      |                                                                               |                                                                               |
| Tunnel | 394,1                | Tunnel de Bournazeau (108 m)                                                  | Tunnel de Bournazeau (108 m)                                                  |
| Brücke über Wasserlauf | 397,6                | Viaduc du Taurion (190 m)                                                     | Viaduc du Taurion (190 m)                                                     |
| Bahnhof | 397,9                | Saint-Priest-Taurion                                                          | 254 m                                                                         |
| Brücke | 398,1                | Viaduc (56 m)                                                                 | Viaduc (56 m)                                                                 |
| Haltepunkt / Haltestelle | 402,4                | Brignac                                                                       | 252 m                                                                         |
| Brücke | 407,1                | Viaduc de Saint-Léonard-de-Noblat (406 m)                                     | Viaduc de Saint-Léonard-de-Noblat (406 m)                                     |
| Bahnhof | 407,5                | Saint-Léonard-de-Noblat                                                       | 292 m                                                                         |
| Bahnübergang | ~407,8               | D 941 (ehem. N 141)                                                           | D 941 (ehem. N 141)                                                           |
| ehemaliger Bahnhof | 410,9                | Farebout                                                                      | 275 m                                                                         |
| Brücke über Wasserlauf | 413,2                | Maulde (23 m)                                                                 | Maulde (23 m)                                                                 |
| Bahnhof | 415,1                | Saint-Denis-des-Murs                                                          | 275 m                                                                         |
| Tunnel | 416,6                | Tunnel de Bois-Vert (210 m)                                                   | Tunnel de Bois-Vert (210 m)                                                   |
| Brücke über Wasserlauf | 418,1                | Vienne (5×)                                                                   | Vienne (5×)                                                                   |
| Bahnhof | 424,7                | Châteauneuf-Bujaleuf                                                          | 320 m                                                                         |
| Tunnel | 426,7                | Tunnel de La Penelle (165 m)                                                  | Tunnel de La Penelle (165 m)                                                  |
| Brücke über Wasserlauf | 427,0                | Vienne (124 m)                                                                | Vienne (124 m)                                                                |
| Tunnel | 428,2                | Tunnel de La Varache (213 m)                                                  | Tunnel de La Varache (213 m)                                                  |
| Brücke über Wasserlauf | 428,5                | Viaduc de la Varache (Vienne, 125 m)                                          | Viaduc de la Varache (Vienne, 125 m)                                          |
| ehemaliger Bahnhof | 428,9                | Bussy-Varache                                                                 | 334 m                                                                         |
| Brücke über Wasserlauf | 429,8                | Petit viaduc de la Varache (Vienne, 113 m)                                    | Petit viaduc de la Varache (Vienne, 113 m)                                    |
| Tunnel | 429,9                | Tunnel de Rivière (155 m)                                                     | Tunnel de Rivière (155 m)                                                     |
| Brücke | 430,1                | Viaduc (50 m)                                                                 | Viaduc (50 m)                                                                 |
| Brücke | 430,9                | Viaduc des 24 piles (305 m)                                                   | Viaduc des 24 piles (305 m)                                                   |
| Tunnel | 431,6                | Tunnel de Farsac (285 m)                                                      | Tunnel de Farsac (285 m)                                                      |
| Tunnel | 432,3                | Tunnel de Couegnas (157 m)                                                    | Tunnel de Couegnas (157 m)                                                    |
| Brücke über Wasserlauf | 432,5                | Pont du Mingonnat (Vienne, 17 m)                                              | Pont du Mingonnat (Vienne, 17 m)                                              |
| Tunnel | 432,5                | Tunnel de Fougéolle (90 m)                                                    | Tunnel de Fougéolle (90 m)                                                    |
| Tunnel | 433,6                | Tunnel de Toulondit und D 940 (ehem. N 140), (90 m)                           | Tunnel de Toulondit und D 940 (ehem. N 140), (90 m)                           |
| Brücke über Wasserlauf | 433,7                | Vienne (27 m)                                                                 | Vienne (27 m)                                                                 |
| Bahnhof | 433,9                | Eymoutiers-Vassivière                                                         | 406 m                                                                         |
| Brücke über Wasserlauf | 434,2                | Vienne (4×)                                                                   | Vienne (4×)                                                                   |
| Brücke über Wasserlauf | 438,7                | Ribière (84 m)                                                                | Ribière (84 m)                                                                |
| ehemaliger Bahnhof | 442,1                | Plainartige                                                                   | 535 m                                                                         |
| Grenze | ~444,0               | Département Haute-Vienne / Corrèze                                            | Département Haute-Vienne / Corrèze                                            |
| Tunnel | 444,7                | Tunnel (30 m)                                                                 | Tunnel (30 m)                                                                 |
| | 445,2                | Viaduc (148 m)                                                                | Viaduc (148 m)                                                                |
| Strecke | ~448,0               | D 940                                                                         | D 940                                                                         |
| Brücke | ~448,9               | D 940                                                                         | D 940                                                                         |
| Bahnhof | 449,0                | Lacelle                                                                       | 656 m                                                                         |
| ehemaliger Bahnhof | 455,2                | Viam                                                                          | 695 m                                                                         |
| Betriebs-/Güterbahnhof Streckenanfang und quer · Abzweig geradeaus und nach rechts | 457,1                | Gare bois                                                                     | Gare bois                                                                     |
| Brücke über Wasserlauf | 458,2                | Vézère (56 m)                                                                 | Vézère (56 m)                                                                 |
| Bahnhof | 458,6                | Bugeat                                                                        | 682 m                                                                         |
| Bahnübergang | ~458,7               | D 979 (ehem. N 679)                                                           | D 979 (ehem. N 679)                                                           |
| Bahnhof | 463,7                | Pérols                                                                        | 760 m                                                                         |
| ehemaliger Bahnhof | 468,3                | Barsanges                                                                     | 815 m                                                                         |
| |                      | Tunnel de La Saulière (aufgehoben, 86 m)                                      |                                                                               |
| ehemaliger Bahnhof | 473,2                | Ambrugeat                                                                     | 790 m                                                                         |
| Tunnel | 473,6                | Tunnel de Beynat (252 m)                                                      | Tunnel de Beynat (252 m)                                                      |
| Tunnel | 474,4                | Tunnel de Puy-Richard (871 m)                                                 | Tunnel de Puy-Richard (871 m)                                                 |
| Brücke über Wasserlauf | 477,6                | Viaduc des Farges (206 m)                                                     | Viaduc des Farges (206 m)                                                     |
| Bahnhof | 480,2                | Jassonneix                                                                    | 694 m                                                                         |
| Bahnübergang | ~480,2               | D 979                                                                         | D 979                                                                         |
| Abzweig geradeaus und von rechts |                      | Bahnstrecke Tulle–Meymac von Tulle                                            | Bahnstrecke Tulle–Meymac von Tulle                                            |
| Bahnhof | 483,3                | Meymac                                                                        | 702 m                                                                         |
| ehemaliger Bahnhof | 489,7                | Alleyrat-Chaveroche                                                           | 701 m                                                                         |
| Brücke über Wasserlauf | 494,4                | Diège (54 m)                                                                  | Diège (54 m)                                                                  |
| Tunnel | 495,1                | Tunnel de Loche und D 982 (ehem. N 682), (185 m)                              | Tunnel de Loche und D 982 (ehem. N 682), (185 m)                              |
| Abzweig geradeaus und von links |                      | Bahnstrecke Busseau-sur-Creuse–Ussel v. Busseau-sur-C.                        | Bahnstrecke Busseau-sur-Creuse–Ussel v. Busseau-sur-C.                        |
| Brücke über Wasserlauf | 496,3                | Sarsonne (58 m)                                                               | Sarsonne (58 m)                                                               |
| Bahnhof | 496,6                | Ussel                                                                         | 631 m                                                                         |
| Abzweig geradeaus, ehemals nach rechts und ehemals von rechts |                      | Bahnstrecke Ussel–Bort-les-Orgues (Arbeit 1955 eingestellt)                   | Bahnstrecke Ussel–Bort-les-Orgues (Arbeit 1955 eingestellt)                   |
| ehemaliger Bahnhof | 508,0                | Aix-la Marsalouse                                                             | 769 m                                                                         |
| ehemaliger Bahnhof | 514,7 420,7          | Eygurande-Merlines                                                            | 714 m                                                                         |
| Abzweig geradeaus und ehemals nach links |                      | Bahnstrecke Bourges–Miécaze nach Montluçon                                    | Bahnstrecke Bourges–Miécaze nach Montluçon                                    |
| Abzweig geradeaus und ehemals nach rechts |                      | Bahnstrecke Bourges–Miécaze nach Miécaze                                      | Bahnstrecke Bourges–Miécaze nach Miécaze                                      |
| |                      |                                                                               |                                                                               |
| |                      | Bahnstrecke Eygurande-Merlines–Clermont-Ferrand nach Clermont-Ferrand         |                                                                               |

Die Bahnstrecke Le Palais–Eygurande-Merlines ist eine eingleisige, nicht elektrifizierte Eisenbahnstrecke in Zentral-Frankreich. Sie ist eine Zweigstrecke der Verbindung Orléans–Montauban und führt von ihr bei Limoges in südöstliche Richtung in das Tal der Vienne. Ab Ussel wird die Strecke nicht mehr im Personenverkehr bedient.

## Geschichte

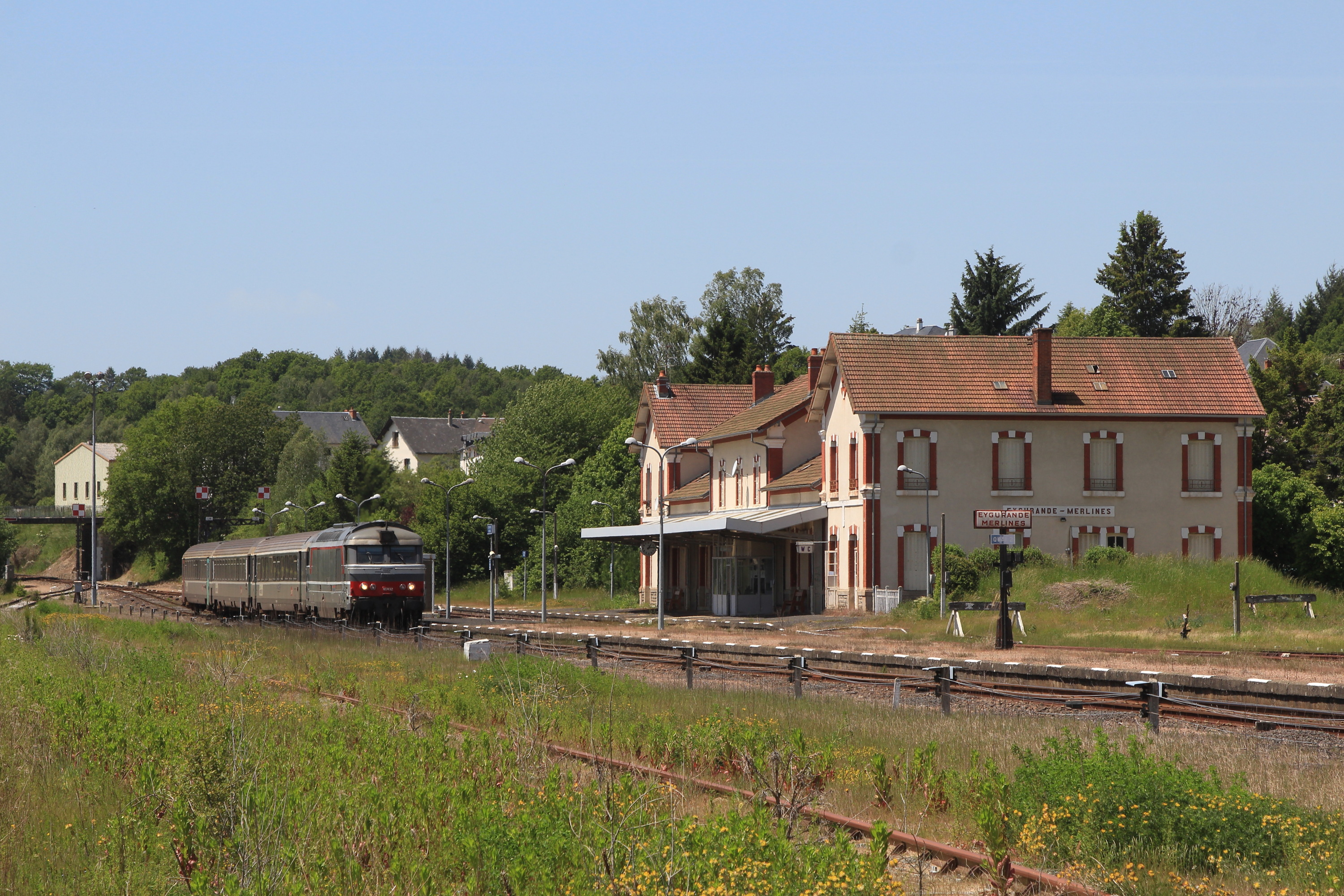
Einfahrt Intercity 4492 mit BB67432 in Eygurande-Merlines, Juni 2014.

Der älteste Abschnitt dieser Strecke liegt zwischen Meymac und Eygurande-Merlines, der einen Teil der Magistrale Tulle–Clermont-Ferrand darstellt. Bereits am 19. Juni 1868 wurde diese Destination per Dekret „für öffentliches Interesse wichtig“ deklariert. Der Bau und Betrieb der Strecke wurde per Gesetz vom 3. August 1872 an eine Konzessionärsgesellschaft aus Privatpersonen übergeben, die ein Kapital von 23 Mio. Franc aufbrachte und sich zu der Compagnie de Clermont à Tulle (CCT) zusammenschloss. Die CCT kaufte vom Staat die von dieser bestimmte Trasse und begann mit dem Bau. Aufgrund finanzieller Schwierigkeiten konnte die CCT die Arbeiten nicht abschließen, und es war die staatliche Eisenbahnverwaltung, die ab 1877 die Strecke fertigstellte, um sie am 6. Juni 1881 zur Nutzung freizugeben. Neuer Interessent für die Strecke war die Compagnie du chemin de fer de Paris à Orléans (PO), die damit ihr Streckennetz in diesem Bereich vervollständigte. Der Kauf wurde im Sommer 1883 abgeschlossen und per Gesetz genehmigt.
Zu diesem Zeitpunkt war der erste (älteste) Abschnitt bereits eröffnet, nämlich am 19. September 1880. Es folgten Le Palais bis Eymoutiers am 31. Dezember 1880, Ussel–Eygurande-Merlines zum 6. Juni 1881 und Eymoutiers–Meymac am 8. Oktober 1883.
Am 6. Juli 2014 erfolgte die Schließung des Abschnitts zwischen Eygurande-Merlines und Laqueuille. Weil die Züge von Clermont-Ferrand aus bis Ussel durchgebunden wurden, war dadurch auch der 18 km lange Abschnitt ab Ussel betroffen. Nach Angaben des Infrastrukturbetreibers Réseau ferré de France (RFF) könne keine Sicherheitsgarantie für diesen Abschnitt mehr gegeben werden. 21.000 Schwellen müssten ausgetauscht werden. Die dafür erforderlichen 7 Mio. Euro wären zwischen dem Staat, der Region Limousin und Auvergne-Rhône-Alpes zu teilen, doch von Seiten der Auvergne bestünde daran kein Interesse. Seitdem gibt es Schienenersatzverkehr und die Strecke wird nicht mehr instand gehalten. Die Natur erobert sich ihr Revier zurück.